# Luis Molina Aguilar
Luis Fernando Molina Aguilar (Esquipulas, Chiquimula,  24 de febrero de 1979) es un empresario y político guatemalteco. Fue designado por Jimmy Morales como Gobernador Departamental de Chiquimula en 2016 hasta 2018.

## Vida política
Académicamente, Molina es un perito contador con orientación en computación, título que obtuvo en el Liceo Esquipulteco. Es propietario de una empresa llamada «Repuestos Molina», una empresa dedicada a la venta de repuestos para automóviles. En el ámbito político, fue coordinador departamental del partido FCN-Nación, durante en el año 2015, en el cual se presentó como candidato a la presidencia a Jimmy Morales y que resultó vencedor en la segunda vuelta electoral.
Durante el mes de febrero de 2016, se presentó un listado de nueve candidatos para el cargo de gobernador departamental, siendo designado Luis Molina y posteriormente juramentado en marzo del mismo año.
Durante el tiempo en que estuvo a cargo de la gobernación departamental estuvo a cargo de coordinar proyectos de desarrollo departamental. Presentó su renuncia al cargo de gobernador por motivos personales el 12 de noviembre de 2018, lo sucedió en el cargo el profesor Mario Alfonso Villafuerte.